# Židovský hřbitov v Hoješíně
Zbytky židovského hřbitova v Hoješíně se nacházejí v těsném sousedství silnice, která se u rozcestníku Na Předělu odpojuje ze silnice II/345 a vede přes Horní Ves do Hoješína. Hřbitov současně leží na jihozápadním břehu vodní nádrže Seč, pokud je přehrada zaplněná, voda dosahuje téměř až k ohradní zdi, která je vybudována pouze na straně k vodní hladině. Hřbitov je od centra Hoješína vzdálen asi 1 kilometr severním směrem, od Horní Vsi (místní část Hoješína) jen asi 300 metrů. Od rozcestníku Na Předělu je to 1,3 kilometru jihovýchodním směrem. Hřbitov je chráněn jako kulturní památka České republiky.
Modlitebna v obci Hoješín je doložena v 18. a 19. století, hřbitov z počátku 19. století (podle nápisu na kameni přímo na hřbitově založen 1810) byl zlikvidován v roce 1980, dochoval se jen malý zbytek, který byl někdy po roce 1990 pietně upraven.
Dochované zbytky hřbitova mají tvar nepravidelného čtyřúhelníku se stranami o délce asi 35 metrů (přibližně severní strana, směrem k vodě), 37 metrů (východní strana), 38 metrů (přibližně jižní strana, u silnice) a 23 metrů (západní strana). Plocha tak činí zhruba 1000 m2, dochovalo se však jen asi 7 náhrobních kamenů (macev) nebo jejich torz při západní straně.

## Fotogalerie

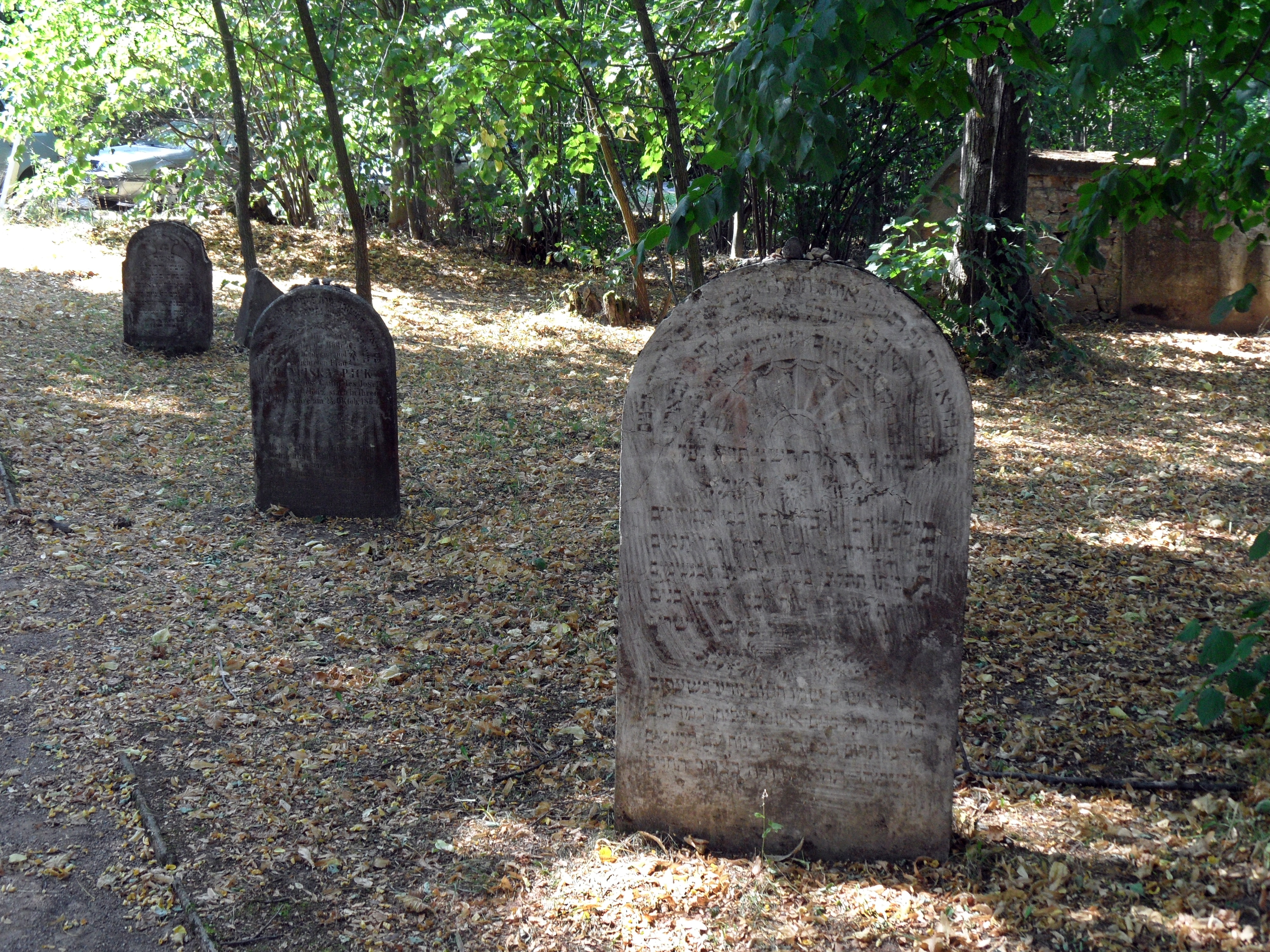
Západní část
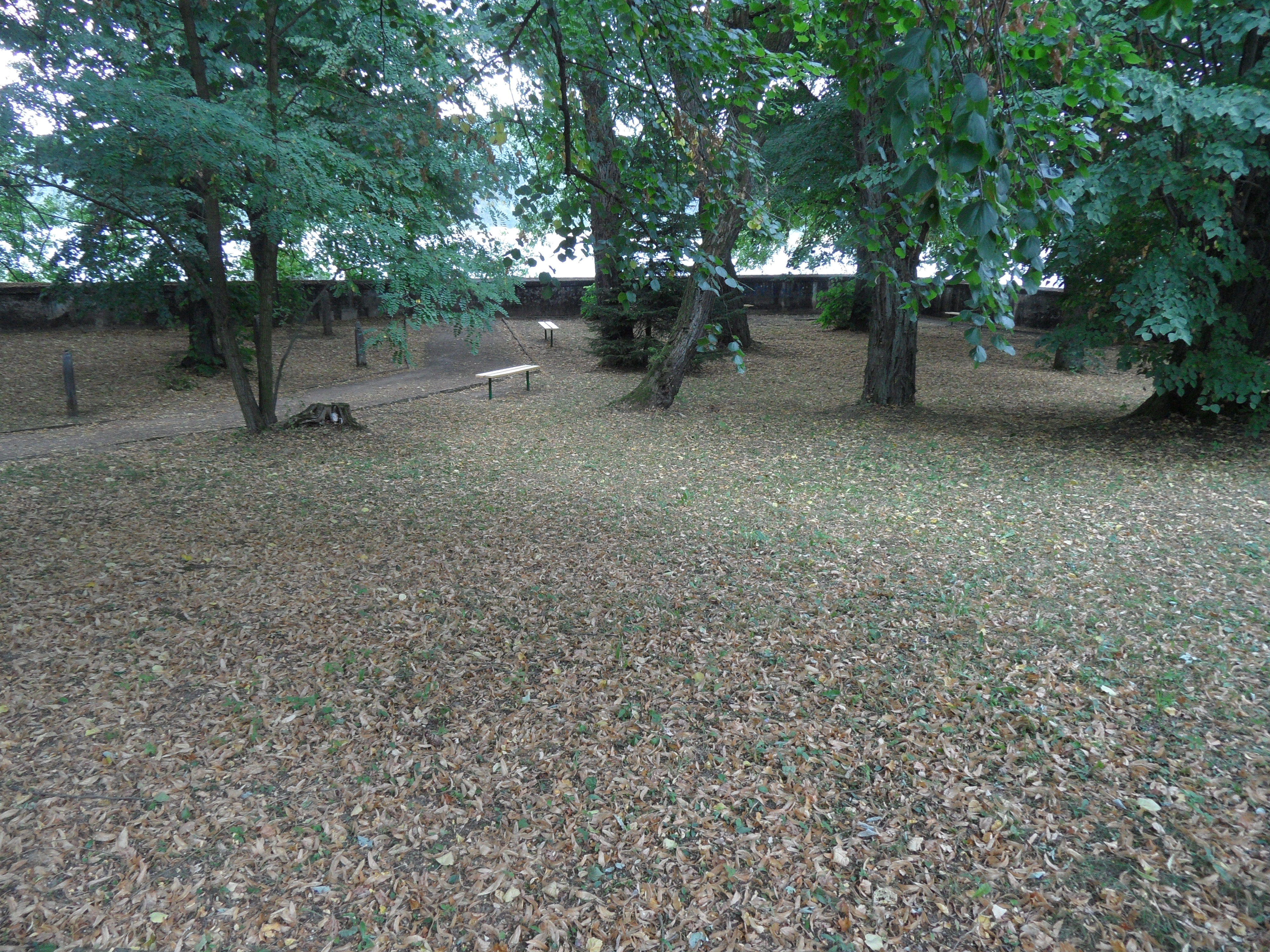
Větší část bez náhrobních kamenů
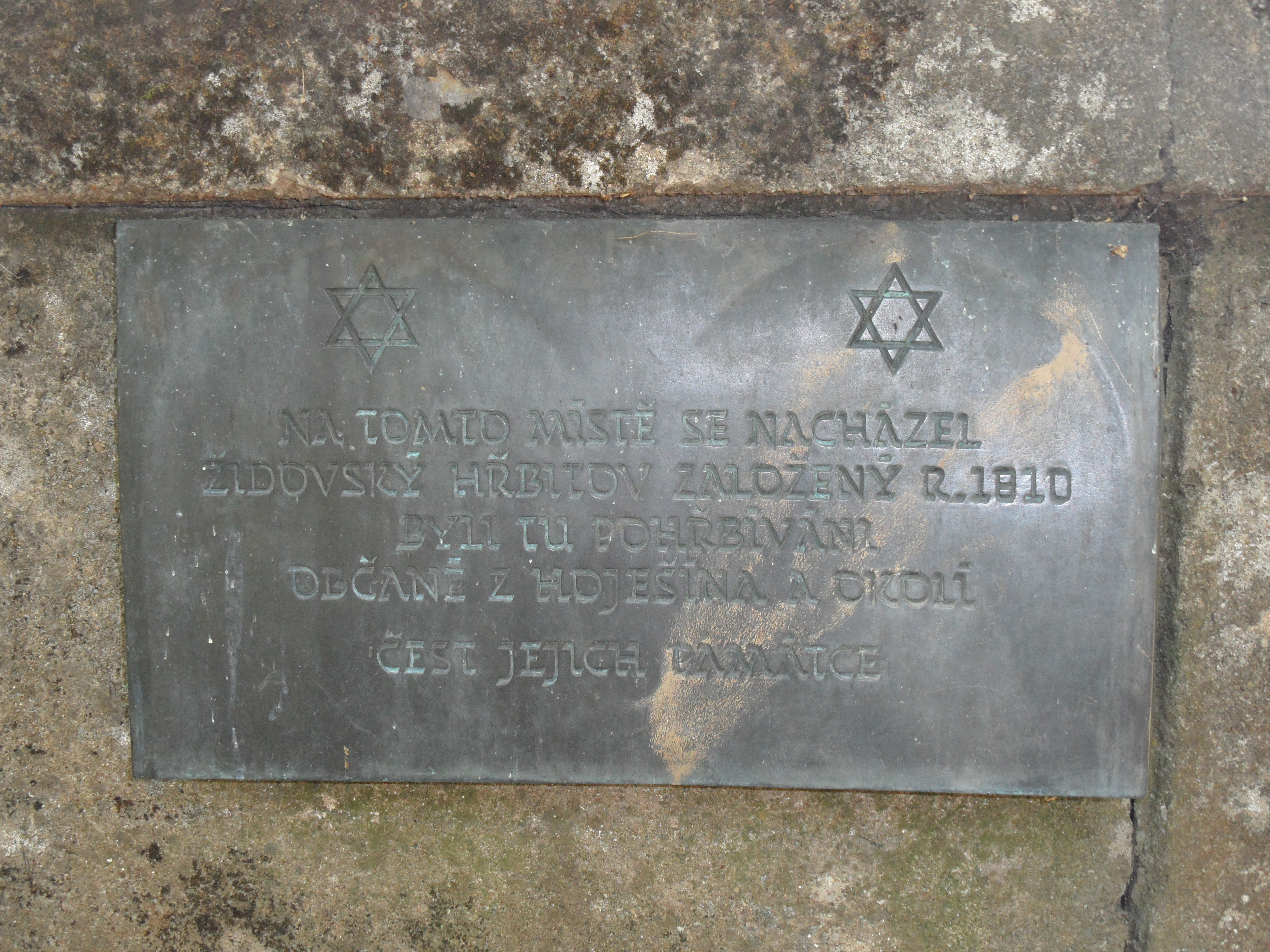
Nápis o založení hřbitova
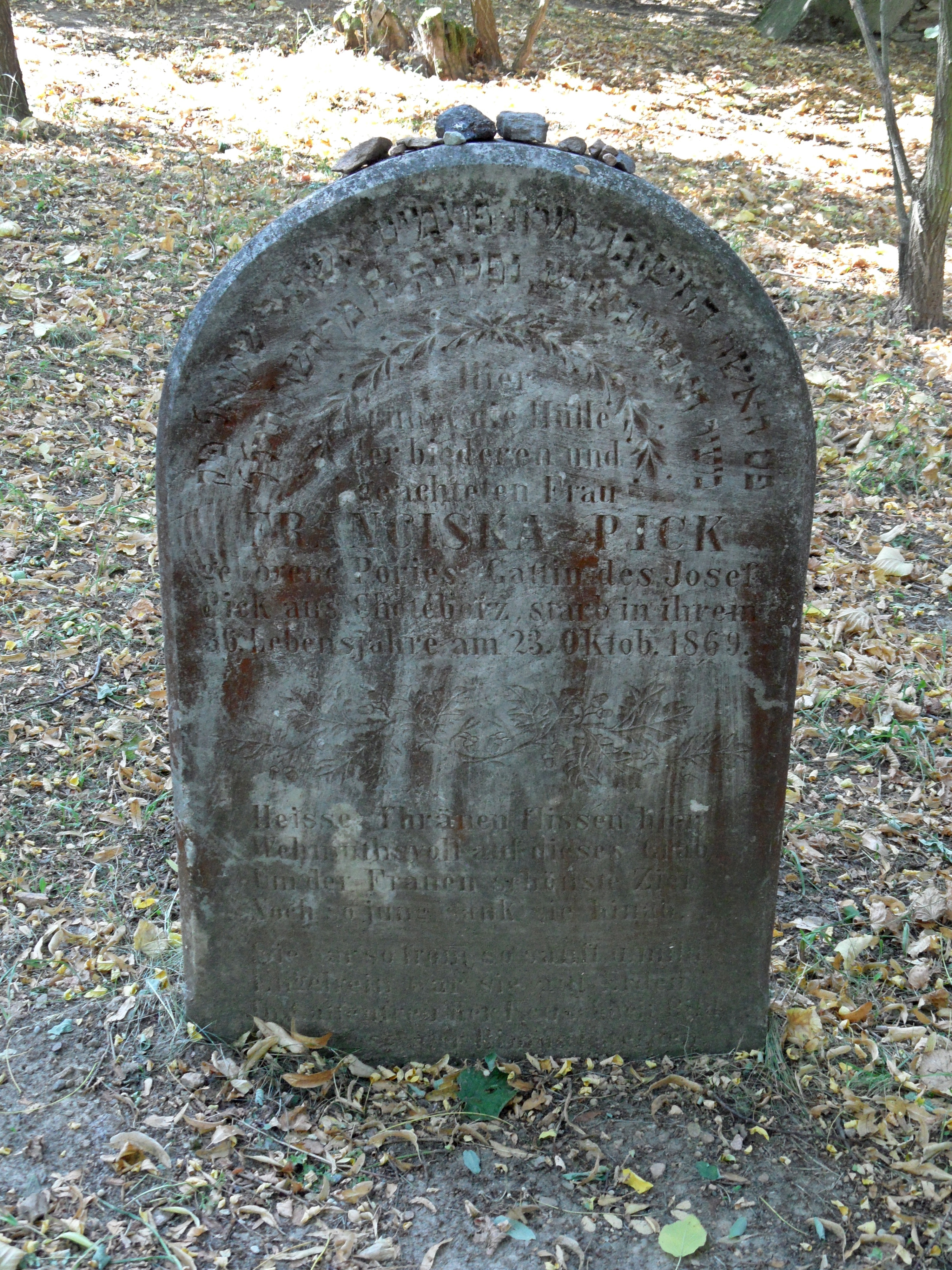
Náhrobní kámen